# 알나스르 SC (살랄라)
알나스르(아랍어: نادي النصر الرياضي و الثقافي و الاجتماعي)는 살랄라를 연고로 하는 오만의 축구단이다. 현재 오만 프로리그에 참가하고 있다.

## 우승
- 오만 프로리그: 1979–80, 1980–81, 1988–89, 1997–98, 2003–04
- 술탄 카부스컵: 1995, 2000, 2002, 2005, 2017-18
- 오만 프로리그컵: 2015-16
- 오만 슈퍼컵: 2018

## 선수 명단

### 현역
참고: FIFA 자격 규정에 따라 소속된 국가대표팀 국기를 표시합니다. 선수는 복수의 FIFA 비회원국 국적을 가지고 있을 수 있습니다.
| 번호 | 포지션 | 국적         | 이름               |
| ---- | ------ | ------------ | ------------------ |
| 10   | MF     | 코트디부아르 | 카터 아히로        |
| 11   | MF     | 세네갈       | 마사이 부바카르    |
| 20   | MF     |              | 마흐디 알 후마이단 |

| 번호 | 포지션 | 국적   | 이름             |
| ---- | ------ | ------ | ---------------- |
| 77   | MF     | 가나   | 필립 아카        |
| -    | MF     | 요르단 | 아온 알 마하르메 |

## 역대 감독
| 감독          | 임기 |
| ------------- | ---- |
| 마린코 콜자닌 | 2014 |